# Onoba nunezi

Onoba nunezi es una especie de molusco o micromolusco gasterópodo de la familia Rissoidae. El nombre científico de la especie fue publicado por primera vez en 2004 por Rolán y Hernández, en honor al malacólogo Carlos Núñez Cortés.